# Derby de la Kabylie
Le Derby de la Kabylie (en tifinagh : ⴷⴻⵔⴱⵢ ⴷⴻ ⵍⴰ ⴽⴰⴱⵢⵍⵉⴻ) désigne la rivalité qui existe entre deux clubs issus de la Kabylie, dans le Championnat d'Algérie de football. Ces deux équipes sont la JS Kabylie considérée comme le club phare de la ville de Tizi Ouzou - deuxième ville de la région au regard de la population - et la JSM Bejaia de la ville de Béjaïa - première ville de la région au regard de la population située en Petite Kabylie.
Il existe plusieurs clubs kabyles évoluant dans les différents divisions du football en Algérie, toutefois ces deux formations sont les seules évoluant au sein de l'élite. Généralement les rencontres de football entre ces clubs donnent lieu à de matchs âprement disputés, avec pour enjeu la suprématie dans la région de la Kabylie. Néanmoins, malgré leur ancienneté, ces deux clubs ne s'affrontèrent pour la première fois qu'à partir de la saison 1998-1999.

## Histoire
Les équipes de la JS Kabylie et de la JSM Béjaïa sont les clubs doyens de leurs régions respectives; leurs avènements sur la scène sportive algérienne   remontent avant même l'indépendance de l'Algérie et le lancement du premier championnat d'Algérie de football. Elles sont toutes deux issues de la même aire culturelle, la Kabylie, mais n'ont jamais joué ensemble à l'époque coloniale. En effet, en ce temps-là, la région de la Kabylie était scindée en deux parties dont chacune d'elles s'intégrèrent dans l'un des trois départements du pays.
La ville de Tizi Ouzou (Haute Kabylie) dont est issue la JSK, appartenait au Département d'Alger. Ce département possédait une ligue de football appelée Ligue d'Alger de Football Association à laquelle était affiliée la JS Kabylie.  La ville de Béjaïa (Basse Kabylie) qui a vu la naissance de la JSMB (mais aussi du MOB (Mouloudia Olympique de Béjaïa)), appartenait elle par contre au Département de Constantine. Ce département quant à lui possédait également une ligue de football appelée Ligue de Constantine de Football Association à laquelle était affiliée la JSM Béjaïa. Les deux clubs ont donc évolué à cette époque dans deux ligues différentes sans jamais parvenir à atteindre l'élite et qui aurait pu leur permettre de se croiser à un niveau inter-régional (Coupe d'Afrique du Nord ou Championnat d'Afrique du Nord).
À l'indépendance du pays, la JS Kabylie continue sur sa lancée en gravant les échelons un à un et atteint les sommets du championnat. La JSM Béjaïa quant à elle bien que pionnière des premiers championnats de football algérien, peine à s'affirmer et se débat comme elle peut dans les divisions inférieures. Il faut attendre la saison 1998-1999 pour voir les deux équipes s'affronter pour la première fois en match officiel. Cela explique la pauvreté des résultats lors de confrontations entre ces deux équipes et fait comprendre que ce n'est que tardivement, autrement dit lors de l'accession de la JSMB en première division, que la rivalité naquit.

### Origine de la rivalité
En effet jusque-là, la région de la Kabylie n'était représentée que par la JSK dans l'élite en s'affirmant comme la meilleure équipe du pays tant au niveau national qu'international. Le nombre de ses fans se comptant par milliers, toute la Kabylie se retrouvait en elle et demeurait fier de faire partie de cette région. Le prestige des Canaris (surnom de la JSK) ne provenait pas simplement de son palmarès exceptionnel; en effet il faut comprendre avant tout que ce club joua un rôle politique dans la défense de l'identité culturelle kabyle. Elle est considérée comme le porte-drapeau des idées politico-culturelles de la région de la Kabylie, à une époque où le gouvernement en place prônait l’assimilation par l'arabisation total du pays.
Lorsque la JSMB parvient en Première Division, les cartes sont redistribuées pour la seule région de la Kabylie où les rencontres entre les deux clubs offrent parfois des matchs d'une rare intensité. Les deux premières rencontres entre ses deux clubs, ont lieu dans le cadre des septième et vingt-et-unième journée du Championnat d'Algérie de football de la saison 1998-1999. À l'aller la rencontre se termine sur le score étriqué de trois buts à deux en faveur de la JSK ; quant au retour, le match se clôt là aussi sur un score serré, d'un but à zéro en faveur de la JSMB. Cependant la rivalité n'existait pas encore, il était difficile à cette époque de se faire une idée sur la question pour la simple raison que le football algérien subissait une légère révolution. Cette saison était la seconde où l'on proposa un système de deux groupes dont les champions de ceux-ci, à l'issue d'une première phase s'affrontait lors d'une finale nationale. Dans ce système de fonctionnement il est compliqué de s'attarder sur les rivalités s'il n'y a pas de réel enjeu lors de la première phase. Finalement ce système sera abandonné et les hautes instances du football algérien opteront pour celui d'une poule unique comme ce fut le cas précédemment.

## Confrontations sportives

### Liste des confrontations
La JS Kabylie et de la JSM Béjaïa sont des équipes pionnières du football algérien, existantes bien avant l'apparition du premier Championnat d'Algérie de football. Elles sont toutes deux issues de la même région, la Kabylie, mais non jamais jouer ensemble à l'époque coloniale. La première rencontre officielle entre ces deux équipes eût lieu durant la saison 1998-1999.

### En championnat
| #  | Date              | Saison    | Équipe                  | Stade                       | Score | Buteurs de la JS Kabylie                                      | Buteurs de la JSM Béjaia                                |
| -- | ----------------- | --------- | ----------------------- | --------------------------- | ----- | ------------------------------------------------------------- | ------------------------------------------------------- |
| 1  | 9 novembre 1998   | 1998-1999 | JS Kabylie - JSM Béjaïa | Stade du 1er novembre 1954  | 3 - 2 | Zafour 27e Selmoune 37e Aït Tahar 57e                         | Hellali 85e Boudehouche 87e                             |
| 2  | 18 février 1999   | 1998-1999 | JSM Béjaïa - JS Kabylie | Stade de l'Unité Maghrébine | 1 - 0 | -                                                             | Amaouche 25e                                            |
| 3  | 9 décembre 1999   | 1999-2000 | JSM Béjaïa - JS Kabylie | Stade de l'Unité Maghrébine | 0 - 0 | -                                                             | -                                                       |
| 4  | 12 juin 2000      | 1999-2000 | JS Kabylie - JSM Béjaïa | Stade du 1er novembre 1954  | 1 - 0 | Khadir 40e                                                    | -                                                       |
| 5  | 7 septembre 2000  | 2000-2001 | JS Kabylie - JSM Béjaïa | Stade du 1er novembre 1954  | 1 - 0 | Zafour 84e                                                    | -                                                       |
| 6  | 20 janvier 2001   | 2000-2001 | JSM Béjaïa - JS Kabylie | Stade de l'Unité Maghrébine | 1 - 1 | Abaci 26e                                                     | Driouèche 15e (csc)                                     |
| 7  | 30 octobre 2001   | 2001-2002 | JSM Béjaïa - JS Kabylie | Stade de l'Unité Maghrébine | 1 - 1 | Bendahmane 82e (pen.)                                         | Amaouche 82e                                            |
| 8  | 25 février 2002   | 2001-2002 | JS Kabylie - JSM Béjaïa | Stade du 1er novembre 1954  | 3 - 0 | Raho 26e, Medjoudj 32e, Bendahmane 81e                        | -                                                       |
| 9  | 25 octobre 2002   | 2002-2003 | JS Kabylie - JSM Béjaïa | Stade Djilali Bounaâma      | 0 - 1 | -                                                             | Mohamed Chérif Benaceur 49e                             |
| 10 | 24 février 2003   | 2002-2003 | JSM Béjaïa - JS Kabylie | Stade de l'Unité Maghrébine | 1 - 2 | Belkaïd 22e (pen.) Ghazi 40e                                  | Djilani (pén)                                           |
| 11 | 8 septembre 2003  | 2003-2004 | JS Kabylie - JSM Béjaïa | Stade du 1er novembre 1954  | 2 - 0 | Belkaïd (s.p. 21’) Saïb (73’)                                 | -                                                       |
| 12 | 12 février 2004   | 2003-2004 | JSM Béjaïa - JS Kabylie | Stade de l'Unité Maghrébine | 2 - 2 | Driouèche (55’) Zafour (65’)                                  | Benchikha (3’) Nasri (8’)                               |
| 13 | 29 septembre 2006 | 2006-2007 | JSM Béjaïa - JS Kabylie | Stade de l'Unité Maghrébine | 1 - 0 | -                                                             | Lahmar (25’)                                            |
| 14 | 2 avril 2007      | 2006-2007 | JS Kabylie - JSM Béjaïa | Stade du 1er novembre 1954  | 1 - 0 | Dabo (38')                                                    | -                                                       |
| 15 | 14 septembre 2007 | 2007-2008 | JSM Béjaïa - JS Kabylie | Stade de l'Unité Maghrébine | 2 - 4 | Berramla (55') Athmani (59' s.p.) Amaouche (73') Hemani (91') | Braham Chaouch (81', 92' s.p)                           |
| 16 | 31 janvier 2008   | 2007-2008 | JS Kabylie - JSM Béjaïa | Stade du 1er novembre 1954  | 4 - 2 | Hemani (26’ 45’, 49’) Amaouche (59’)                          | Braham-Chaouch (20') Boukemacha (90')                   |
| 17 | 26 septembre 2008 | 2008-2009 | JS Kabylie - JSM Béjaïa | Stade du 1er novembre 1954  | 0 - 0 | -                                                             | -                                                       |
| 18 | 19 mars 2009      | 2008-2009 | JSM Béjaïa - JS Kabylie | Stade de l'Unité Maghrébine | 0 - 0 | -                                                             | -                                                       |
| 19 | 25 septembre 2009 | 2009-2010 | JSM Béjaïa - JS Kabylie | Stade de l'Unité Maghrébine | 1 - 0 | -                                                             | Belkheir (41’)                                          |
| 20 | 27 février 2010   | 2009-2010 | JS Kabylie - JSM Béjaïa | Stade du 1er novembre 1954  | 1 - 1 | Yahia Chérif (37’)                                            | Zerdab (15’)                                            |
| 21 | 29 octobre 2010   | 2010-2011 | JSM Béjaïa - JS Kabylie | Stade de l'Unité Maghrébine | 4 - 2 | Hamiti (40', s.p. 58')                                        | Meftah (34') Rial (45' c.s.c) Bouraba (62') Maïza (84') |
| 22 | 6 juin 2011       | 2010-2011 | JS Kabylie - JSM Béjaïa | Stade du 1er novembre 1954  | 1 - 0 | Nessakh (43’)                                                 | -                                                       |
| 23 | 17 décembre 2011  | 2011-2012 | JS Kabylie - JSM Béjaïa | Stade du 1er novembre 1954  | 1 - 0 | Hanifi (59’)                                                  | -                                                       |
| 24 | 15 mai 2012       | 2011-2012 | JSM Béjaia - JS Kabylie | Stade de l'Unité Maghrébine | 1 - 0 | -                                                             | Gasmi (59’ s.p)                                         |
| 25 | 16 octobre 2012   | 2012-2013 | JS Kabylie - JSM Béjaia | Stade du 1er novembre 1954  | 2 - 1 | Rial (37’) Messaâdia (45’)                                    | Mebarki (90’)                                           |
| 26 | 19 février 2013   | 2012-2013 | JSM Béjaia - JS Kabylie | Stade de l'Unité Maghrébine | 2 - 2 | Belkalem (42’) Messadia (45’)                                 | Mebarki (31’) Zeghli (49’)                              |
| 27 | 28 septembre 2013 | 2013-2014 | JS Kabylie - JSM Béjaia | Stade du 1er novembre 1954  | 1 - 0 | Ebossé (33’)                                                  | -                                                       |
| 28 | 1er mars 2014     | 2013-2014 | JSM Béjaia - JS Kabylie | Stade de l'Unité Maghrébine | 2 - 1 | Aouedj (38')                                                  | Niati (24') Chalali (90')                               |

### En coupe d'Algérie
| # | Date         | Saison                    | Équipe                  | Stade                 | Score          | Buteurs de la JS Kabylie | Buteurs de la JSM Béjaia |
| - | ------------ | ------------------------- | ----------------------- | --------------------- | -------------- | ------------------------ | ------------------------ |
| 1 | 28 mars 2002 | Coupe d'Algérie 2001-2002 | JS Kabylie - JSM Béjaïa | Stade Messaoud-Zougar | 0 - 3* Forfait | -                        | -                        |
| 2 | 22 mars 2004 | Coupe d'Algérie 2003-2004 | JS Kabylie - JSM Béjaïa | Stade 8 Mai 1945      | 0 - 1 ap       | Belkheir 103e            | -                        |

### En coupe de la Ligue
| # | Date            | Coupe                       | Équipe                  | Stade                                 | Score | Observation                                                                                             |
| - | --------------- | --------------------------- | ----------------------- | ------------------------------------- | ----- | --- |
| 1 | 31 janvier 2000 | Coupe de la Ligue 1999-2000 | JSM Béjaïa - JS Kabylie | Stade Salah Takdjerad (Bordj Menaiel) | 0-0   | Malgré le résultat nul, la JSMB se qualifie pour les 8e de finales de la compétition et la JSK éliminé. |

### En supercoupe d'Algérie
| # | Date              | Supercoupe      | Équipe                  | Stade    | Score | Observation                                                              |
| - | ----------------- | --------------- | ----------------------- | -------- | ----- | ------------------------------------------------------------------------ |
| 1 | 1er novembre 2008 | Supercoupe 2008 | JS Kabylie - JSM Béjaïa | Non joué | Néant | Le trophée n'est pas joué à cause du refus de la JSK, à propos du stade. |

Plusieurs analyse peuvent être faites de cette liste de confrontations entre les deux clubs : la JSK possède un avantage avec un plus grand nombre de victoires sur son rival ; cependant la JSMB réussit quelque peu à inverser la tendance et démontre qu'elle possède une bonne marge de progression.
On ne peut pas trop se faire une idée avec ces quelques rencontres qui sont essentiellement des matchs de première division. Deux rencontres furent jouées entre les deux équipes en Coupe d'Algérie, les deux matchs on débouché sur la qualification de la JSK. Néanmoins nous avons le résultat d'un match entre celles-ci en Coupe de la Ligue. À noter également qu'en 2008 les deux clubs remportèrent les deux titres majeurs du football algérien, à savoir le Championnat pour la JSK et la Coupe d'Algérie pour la JSMB. Le football kabyle démontra tout son brio lors de cette saison et la fête aurait pu se poursuivre lors d'un grand match à enjeu pour l'obtention de la Supercoupe d'Algérie. Malheureusement la compétition n'eût pas lieu.

## Statistiques
Le tableau suivant dresse le bilan des confrontations officielles entre les deux clubs algériens. À noter que la rencontre entre les deux équipes en Supercoupe d'Algérie lors de l'édition 2008 qui n'a pas eu lieu n'est donc pas comptabilisée dans le bilan.
| Compétition       | Victoires de la JS Kabylie | Matchs nuls | Victoires de la JSM Béjaïa | Total | Buts pour JS Kabylie | Buts pour JSM Béjaïa |
| ----------------- | -------------------------- | ----------- | -------------------------- | ----- | -------------------- | -------------------- |
| Ligue 1           | 13                         | 8           | 7                          | 28    | 35                   | 25                   |
| Coupe de la Ligue | 0                          | 1           | 0                          | 0     | 0                    | 0                    |
| Coupe d'Algérie   | 2                          | -           | 0                          | 2     | 4                    | 0                    |
| Total             | 15                         | 9           | 7                          | 31    | 40                   | 26                   |

## Comparaison des titres
| Équipe     | Ligue 1 | Coupe d'Algérie | Coupe de la Ligue | Supercoupe | Compétitions africaines | Compétitions maghrébines | Compétitions arabes |
| ---------- | ------- | --------------- | ----------------- | ---------- | ----------------------- | ------------------------ | ------------------- |
| JS Kabylie | 14      | 5               | 1                 | 1          | 7                       | 0                        | 0                   |
| JSM Béjaïa | 0       | 1               | 0                 | 0          | 0                       | 0                        | 0                   |
| Total      | 14      | 6               | 1                 | 1          | 7                       | 0                        | 0                   |

En gras, le club qui a le plus de titres dans une compétition.

### Meilleurs buteurs
| # | Joueur               | Club              | Buts |
| - | -------------------- | ----------------- | ---- |
| 1 | Nabil Hemani         | JS Kabylie        | 4    |
| 1 | Yacine Amaouche      | (2 JSK et 2 JSMB) | 4    |
| 2 | Brahim Zafour        | JS Kabylie        | 3    |
| 2 | Karim Braham Chaouch | JSM Béjaïa        | 3    |